# 金子書房
金子書房（かねこしょぼう）は、東京都文京区にある出版社。

## 事業内容
- 心理検査の開発と販売、プラットフォーム事業の展開[1]
- 心理学／教育専門書籍の編集・出版
- 教育雑誌『児童心理』（1947年創刊）の刊行（2019年休刊）

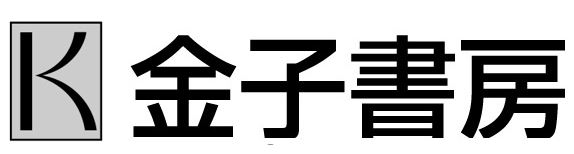
金子書房のロゴマーク（2019年時点）